# Modulação (biologia)
Modulação é um processo biológico que consiste na reorganização das bactérias em determinado local do organismo.
Ocorre geralmente como um efeito adverso de fármacos antibióticos como a tetraciclina. O medicamento age matando as bactérias que são sensíveis a ele,  as resistentes ganham, desta forma, nutrientes e espaço para seu desenvolvimento.
Na administração de contraceptivos, geralmente compostos por estrógeno, são metabolizados, e caem no intestino na forma conjugada. As bactérias, presentes no intestino atuam separando o conjugado para que o medicamento possa voltar ao sangue e ter seu efeito. O uso concomitante de estrógeno e tetraciclina pode resultar em gravidez indesejada.